# Luton Town Football Club 2022-2023
Questa voce raccoglie le informazioni riguardanti il Luton Town Football Club nelle competizioni ufficiali della stagione 2022-2023.

## Stagione
La stagione 2022-23 è stata la centotrentasettesima nella storia del club, la quarta stagione in Championship, il secondo livello del calcio inglese. Questa stagione ha visto il Luton Town partecipare alla Championship, alla FA Cup ed alla League Cup
La stagione del Luton Town inizia subito in salita, con l'eliminazione al primo turno di League Cup, denominata Carabao Cup per motivi di sponsorizzazione, perdendo 3-2 in casa contro il Newport County.
Dopo un pessimo avvio in campionato, con solo due punti in 4 partite ed il ventitreesimo posto in classifica, la squadra risale fino al nono posto fino a quando, il 10 novembre 2022, l'allenatore Nathan Jones passa al Southampton in Premier League insieme al vice Alan Sheehan e al collaboratore Chris Cohen. La società decide di affidare la panchina ad interim a Mick Harford nell'ultima partita contro il Rotherham Utd prima della sosta per i mondiali in Qatar. Il 17 novembre seguente viene annunciato come nuovo allenatore il gallese Rob Edwards.
Per quanto riguarda la FA Cup, al terzo turno pareggia 1-1 in casa e vince 2-1 il replay sul campo del Wigan, prima di essere eliminato al turno successivo dal Grimsby Town: 2-2 in casa e sconfitta per 3-0 nel replay in trasferta.
Il cammino in Championship vede gli Hatters autori di un campionato straordinario, soprattutto dopo l'arrivo di Edwards: dopo aver ottenuto agevolmente l'obiettivo minimo della salvezza, raggiunge la qualificazione ai play-off con largo anticipo, grazie ad una striscia di risultati utili consecutivi dalla trentaquattresima giornata in poi: 8 vittorie e 5 pareggi gli permettono di chiudere la regular season al 3º posto a quota 80 punti.
Nella doppia sfida play-off contro il Sunderland, perde l'andata in trasferta 2-1 e vince al ritorno in casa 2-0, punteggio che porta il complessivo sul 3-2 e quindi l'accesso alla finale. In finale ha affrontato il Coventry City al Wembley Stadium di Londra: la sfida si chiude sull'1-1, punteggio che rimane invariato e che porta ai rigori dove la sfida si chiude con il punteggio di 6-5, permettendo così al Luton Town di essere promosso in Premier League dopo 31 anni di assenza.

## Rosa
Aggiornata al 28 settembre 2022
| N. |                         | Ruolo | Calciatore           |
| -- | ----------------------- | ----- | -------------------- |
| 1  | Inghilterra (bandiera)  | P     | James Shea           |
| 3  | Inghilterra (bandiera)  | D     | Dan Potts            |
| 4  | Galles (bandiera)       | D     | Tom Lockyer          |
| 5  | Inghilterra (bandiera)  | D     | Sonny Bradley        |
| 6  | Irlanda (bandiera)      | D     | Glen Rea             |
| 7  | Inghilterra (bandiera)  | A     | Harry Cornick        |
| 8  | Inghilterra (bandiera)  | C     | Luke Berry           |
| 9  | Inghilterra (bandiera)  | A     | Carlton Morris       |
| 10 | Inghilterra (bandiera)  | A     | Cauley Woodrow       |
| 11 | Inghilterra (bandiera)  | A     | Elijah Adebayo       |
| 12 | Inghilterra (bandiera)  | C     | Henri Lansbury       |
| 16 | Inghilterra (bandiera)  | D     | Reece Burke          |
| 17 | RD del Congo (bandiera) | C     | Pelly Ruddock Mpanzu |

| N. |                        | Ruolo | Calciatore     |
| -- | ---------------------- | ----- | -------------- |
| 18 | Inghilterra (bandiera) | C     | Jordan Clark   |
| 20 | Inghilterra (bandiera) | C     | Louie Watson   |
| 21 | Inghilterra (bandiera) | P     | Harry Isted    |
| 22 | Scozia (bandiera)      | C     | Allan Campbell |
| 23 | Nigeria (bandiera)     | A     | Fred Onyedinma |
| 24 | Inghilterra (bandiera) | P     | Jack Walton    |
| 29 | Giamaica (bandiera)    | D     | Amari'i Bell   |
| 30 | Inghilterra (bandiera) | C     | Luke Freeman   |
| 32 | Inghilterra (bandiera) | D     | Gabriel Osho   |
| 33 | Inghilterra (bandiera) | P     | Matt Macey     |
| 34 | Stati Uniti (bandiera) | P     | Ethan Horvath  |
| 35 | Inghilterra (bandiera) | A     | Cameron Jerome |
| 45 | Inghilterra (bandiera) | C     | Alfie Doughty  |

## Risultati

### FA Cup

#### Turni eliminatori
| Arbitro: | David Webb |

|               |           |            |
| Cornick 45+2’ | Marcatori | 17’ Naylor |

| Arbitro: | Matthew Donohue |

|              |           |                           |
| Aasgaard 46’ | Marcatori | 50’ Woodrow 90+7’ Adebayo |

| Arbitro: | Tim Robinson |

|                              |           |                         |
| Adebayo 49’ (rig.) Clark 66’ | Marcatori | 43’ Holohan 67’ Clifton |

| Arbitro: | Samuel Barrott |

|                                |           |  |
| Clifton 9’ Orsi 27’ Amos 45+4’ | Marcatori |  |

### English Football League Cup

#### Turni eliminatori
| Arbitro: | Oliver Yates |

|                              |           |                                 |
| Mendes Gomes 30’ Lockyer 50’ | Marcatori | 36’ Collins 56’ Zimba 72’ Waite |

## Statistiche

### Statistiche di squadra
Statistiche aggiornate al 30 giugno 2023.
| Competizione | Punti        | In casa | In casa | In casa | In casa | In casa | In casa | In trasferta | In trasferta | In trasferta | In trasferta | In trasferta | In trasferta | Totale | Totale | Totale | Totale | Totale | Totale | DR  |
| Competizione | Punti        | G       | V       | N       | P       | Gf      | Gs      | G            | V            | N            | P            | Gf           | Gs           | G      | V      | N      | P      | Gf     | Gs     | DR  |
| ------------ | ------------ | ------- | ------- | ------- | ------- | ------- | ------- | ------------ | ------------ | ------------ | ------------ | ------------ | ------------ | ------ | ------ | ------ | ------ | ------ | ------ | --- |
| Championship | 80           | 23      | 10      | 9       | 4       | 31      | 21      | 23           | 11           | 8            | 4            | 26           | 18           | 46     | 21     | 17     | 8      | 57     | 39     | +18 |
| Play-off     | Vincitore    | 1       | 1       | 0       | 0       | 2       | 0       | 1            | 0            | 0            | 1            | 1            | 2            | 3      | 1      | 1      | 1      | 4      | 3      | +1  |
| FA Cup       | Quarto turno | 2       | 0       | 2       | 0       | 3       | 3       | 2            | 1            | 0            | 1            | 2            | 4            | 4      | 1      | 2      | 1      | 5      | 7      | -2  |
| Carabao Cup  | Primo turno  | 1       | 0       | 0       | 1       | 2       | 3       | 0            | 0            | 0            | 0            | 0            | 0            | 1      | 0      | 0      | 1      | 2      | 3      | -1  |
| Totale       | -            | 27      | 11      | 11      | 5       | 38      | 27      | 26           | 12           | 8            | 6            | 29           | 24           | 54     | 23     | 20     | 11     | 68     | 52     | +16 |

### Andamento in campionato
| Giornata  | 1  | 2  | 3  | 4  | 5  | 6  | 7 | 8  | 9  | 10 | 11 | 12 | 13 | 14 | 15 | 16 | 17 | 18 | 19 | 20 | 21 | 22 | 23 | 24 | 25 | 26 | 27 | 28 | 29 | 30 | 31 | 32 | 33 | 34 | 35 | 36 | 37 | 38 | 39 | 40 | 41 | 42 | 43 | 44 | 45 | 46 |
| --------- | -- | -- | -- | -- | -- | -- | - | -- | -- | -- | -- | -- | -- | -- | -- | -- | -- | -- | -- | -- | -- | -- | -- | -- | -- | -- | -- | -- | -- | -- | -- | -- | -- | -- | -- | -- | -- | -- | -- | -- | -- | -- | -- | -- | -- | -- |
| Luogo     | C  | T  | C  | T  | T  | C  | T | C  | T  | C  | C  | T  | C  | T  | C  | T  | T  | C  | C  | T  | C  | T  | C  | C  | T  | T  | C  | T  | C  | C  | T  | T  | C  | T  | C  | T  | C  | T  | C  | T  | C  | T  | T  | C  | T  | C  |
| Risultato | N  | N  | P  | P  | V  | N  | V | P  | P  | N  | V  | V  | N  | N  | V  | V  | P  | N  | N  | V  | N  | P  | N  | V  | V  | V  | P  | V  | V  | V  | N  | N  | P  | V  | V  | V  | V  | N  | V  | N  | V  | V  | N  | V  | N  | N  |
| Posizione | 12 | 14 | 20 | 23 | 17 | 17 | 9 | 16 | 18 | 11 | 5  | 9  | 9  | 7  | 4  | 9  | 9  | 10 | 8  | 9  | 10 | 13 | 12 | 7  | 5  | 9  | 7  | 4  | 4  | 4  | 4  | 4  | 6  | 6  | 5  | 4  | 4  | 4  | 4  | 3  | 3  | 3  | 3  | 3  | 3  | 3  |

Legenda:

Luogo: C = Casa; T = Trasferta. Risultato: V = Vittoria; N = Pareggio; P = Sconfitta.